# Wallington (Hertfordshire)
Pour les articles homonymes, voir Wallington.
Wallington est un petit village et une paroisse civile dans le Hertfordshire, en Angleterre. Il se trouve à 5 km au nord de la ville de Baldock.
Le Icknield Way Path (en), un sentier de randonnée de 170 km de long allant de Ivinghoe Beacon (en) dans le Buckinghamshire à Knettishall Heath (en) dans le Suffolk, passe par le village.
L'écrivain George Orwell habite dans une petite maison de Wallington de 1936 à 1940. C'est à l'église du village qu'il se marie avec sa première épouse Eileen O'Shaughnessy le 9 juin 1936. Son livre La Ferme des animaux est inspiré par ses expériences dans le village.